# Aurora Correa
Aurora Correa (10 de fevereiro de 1930 - 20 de novembro de 2008) foi uma professora e escritora espanhola, naturalizada mexicana, que fez parte do grupo de exilados espanhóis conhecido como os Meninos de Morelia, o qual chegou ao México durante a Guerra Civil Espanhola. Em seu livro Cerezas (2008) narra suas experiências durante a viagem e exílio.

## Biografia
Correa nasceu em Barcelona, Espanha, a 10 de fevereiro de 1930. Chegou ao México em 1937, quando tinha 7 anos, como parte do grupo conhecido como os Meninos de Morelia, exilados durante a Guerra Civil Espanhola. Como muitos desses meninos jamais voltou a sua terra natal,  permaneceu no país e se nacionalizou mexicana em 1967.
Seu labor profissional sempre esteve relacionado com a educação, a literatura e a difusão da cultura; deu aulas de espanhol na secundária, trabalhou como roteirista, foi redactora e correctora de diferentes editoriais e também actriz de rádio.
Também realizou colaborações para diferentes meios impressos como: Siempre!, El Nacional, El Dia, Excélsior e Novedades. Destaca-se entre eles um texto publicado em Novedades onde narra suas experiências no internato onde viveu na infância.
Publicou seis livros, entre eles A morte de James Dean (1991) e Ha (1992), que respectivamente resultaram finalistas do Concurso de Novela Planeta e do Concurso de Novela Diana. Em Cerezas (2008), seu último livro, dá conta de suas experiências como Menina de Morelia. Só um de seus livros está dedicado à poesia, Odas (1976), e sua obra neste género é pouco conhecida.
Faleceu a 20 de novembro de 2008 na cidade de Leão, Guanajuato.

## Obra
Entre suas obras encontram-se:
- Agustina Ramírez (1964)
- Odas (1976)
- A morte de James Dean (1991)
- Ha (1992)
- Te beso buenas noches (1997)
- Cerezas (2008)

## Vertambém
- Dolores Pla Brugat